# 酋长的儿子
《酋长的儿子》（英語：Son of the Sheik）是一部1926年的美国无声冒险剧情电影，由乔治·菲茨莫里斯导演，魯道夫·瓦倫蒂諾和维尔玛·班基主演。本片改编自伊迪丝·哈尔的同名爱情小说，是1921年同样由瓦伦蒂诺主演的热门影片《沙漠情酋》的续集。《酋长的儿子》是瓦伦蒂诺出演的最后一部作品，他在影片上映前因腹膜炎去世，享年31岁。
2003年，该片因其在“文化、历史和审美方面的显著成就”，被美国国会图书馆列入国家电影登记部下属的国家电影保存委员会保护电影名单。